# Natație la Jocurile Olimpice de vară din 2024 - 200 m fluture (masculin)
Proba de înot 200 de metri fluture masculin de la Jocurile Olimpice de vară din 2024 a avut loc în perioada 26-28 iulie 2024 la Paris Aquatics Centre.

## Recorduri
Înaintea acestei competiții, recordurile mondiale și olimpice erau următoarele:
| Record  | Atlet               | Timp    | Loc                | Data          |
| ------- | ------------------- | ------- | ------------------ | ------------- |
| Mondial | Kristóf Milák (HUN) | 1:50,34 | Budapesta, Ungaria | 21 iunie 2022 |
| Olimpic | Kristóf Milák (HUN) | 1:51,25 | Tokyo, Japonia     | 28 iulie 2021 |

## Program
Orele sunt ora Franței (UTC+1) 
| Data                    | Timp  | Etapă      |
| ----------------------- | ----- | ---------- |
| Marți, 30 iulie 2024    | 11:00 | Calificări |
| Marți, 30 iulie 2024    | 20:30 | Semifinale |
| Miercuri, 31 iulie 2024 | 20:30 | Finala     |

## Rezultate

### Calificări
Rezultate calificări.
Primii 16 înotători cu cei mai buni timpi au avansat în semifinale.
| Loc | Serie | Culoar | Înotător              | Țară                       | Timp    | Note |
| --- | ----- | ------ | --------------------- | -------------------------- | ------- | ---- |
| 1   | 3     | 4      | Kristof Milak         | Ungaria                    | 1:53,92 | CS   |
| 2   | 2     | 5      | Ilya Kharun           | Canada                     | 1:54,06 | CS   |
| 3   | 3     | 6      | Noè Ponti             | Elveția                    | 1:54,77 | CS   |
| 4   | 4     | 2      | Alberto Razzetti      | Italia                     | 1:54,78 | CS   |
| 5   | 3     | 2      | Martin Espernberger   | Austria                    | 1:55,19 | CS   |
| 6   | 4     | 4      | Léon Marchand         | Franța                     | 1:55,26 | CS   |
| 7   | 2     | 2      | Michal Chmielewski    | Polonia                    | 1:55,28 | CS   |
| 8   | 2     | 3      | Wang Kuan-hung        | Taipeiul Chinez            | 1:55,32 | CS   |
| 9   | 4     | 5      | Krzysztof Chmielewski | Polonia                    | 1:55,42 | CS   |
| 10  | 2     | 1      | Kregor Zirk           | Estonia                    | 1:55,52 | CS   |
| 11  | 3     | 5      | Thomas Heilman        | Statele Unite ale Americii | 1:55,74 | CS   |
| 12  | 3     | 3      | Giacomo Carini        | Italia                     | 1:55,81 | CS   |
| 13  | 4     | 3      | Genki Terakado        | Japonia                    | 1:55,82 | CS   |
| 14  | 3     | 7      | Arbidel González      | Spania                     | 1:55,86 | CS   |
| 15  | 4     | 7      | Kim Min-seop          | Coreea de Sud              | 1:56,02 | CS   |
| 16  | 4     | 6      | Richárd Márton        | Ungaria                    | 1:56,03 | CS   |
| 17  | 2     | 6      | Luca Urlando          | Statele Unite ale Americii | 1:56,18 |      |
| 18  | 4     | 8      | Nicolas Albiero       | Brazilia                   | 1:56,49 |      |
| 19  | 1     | 4      | Petar Petrov Mitsin   | Bulgaria                   | 1:57,03 |      |
| 20  | 2     | 7      | Matthew Sates         | Africa de Sud              | 1:57,04 |      |
| 21  | 2     | 8      | Lewis Clareburt       | Noua Zeelandă              | 1:57,12 |      |
| 22  | 2     | 4      | Tomoru Honda          | Japonia                    | 1:57,30 |      |
| 23  | 3     | 1      | Matthew Temple        | Australia                  | 1:57,39 |      |
| 24  | 3     | 8      | Denys Kesil           | Ucraina                    | 1:57,72 |      |
| 25  | 1     | 5      | Ramil Valizada        | Azerbaidjan                | 1:59,77 |      |
| 26  | 1     | 3      | Matin Balsini         | EOR                        | 2:00,77 |      |
| 27  | 1     | 6      | Gerald Hernández      | Nicaragua                  | 2:06,80 |      |
| —   | 4     | 1      | Niu Guangsheng        | China                      | —       | NS   |

### Semifinale
Înotătorii cu cei mai buni 8 timpi au avansat în finală.
| Loc | Serie | Culoar | Înotător              | Țară                       | Timp    | Note  |
| --- | ----- | ------ | --------------------- | -------------------------- | ------- | ----- |
| 1   | 2     | 4      | Kristof Milak         | Ungaria                    | 1:52,72 | C     |
| 2   | 1     | 3      | Léon Marchand         | Franța                     | 1:53,50 | C     |
| 3   | 1     | 4      | Ilya Kharun           | Canada                     | 1:54,01 | C     |
| 4   | 2     | 5      | Noè Ponti             | Elveția                    | 1:54,14 | C, NR |
| 5   | 1     | 2      | Kregor Zirk           | Estonia                    | 1:54,22 | C, NR |
| 6   | 2     | 2      | Krzysztof Chmielewski | Polonia                    | 1:54,28 | C     |
| 7   | 1     | 5      | Alberto Razzetti      | Italia                     | 1:54,51 | C     |
| 8   | 2     | 3      | Martin Espernberger   | Austria                    | 1:54,62 | C     |
| 9   | 2     | 6      | Michal Chmielewski    | Polonia                    | 1:54,64 |       |
| 10  | 2     | 7      | Thomas Heilman        | Statele Unite ale Americii | 1:54,87 |       |
| 11  | 1     | 6      | Wang Kuan-hung        | Taipeiul Chinez            | 1:55,07 |       |
| 12  | 1     | 7      | Giacomo Carini        | Italia                     | 1:55,20 |       |
| 13  | 2     | 8      | Kim Min-seop          | Coreea de Sud              | 1:55,22 |       |
| 14  | 1     | 8      | Richard Marton        | Ungaria                    | 1:55,93 |       |
| 15  | 2     | 1      | Genki Terakado        | Japonia                    | 1:56,21 |       |
| 16  | 1     | 1      | Arbidel González      | Spania                     | 1:56,26 |       |

### Finala
Rezultate finală.
| Loc | Culoar | Înotătoare            | Țară    | Timp    | Note   |
| --- | ------ | --------------------- | ------- | ------- | ------ |
| 1   | 5      | Léon Marchand         | Franța  | 1:51,21 | RO, RN |
| 2   | 4      | Kristof Milak         | Ungaria | 1:51,75 |        |
| 3   | 3      | Ilya Kharun           | Canada  | 1:52,80 | RN     |
| 4   | 7      | Krzysztof Chmielewski | Polonia | 1:53,90 |        |
| 5   | 6      | Noè Ponti             | Elveția | 1:54,14 | RN     |
| 6   | 8      | Martin Espernberger   | Austria | 1:54,17 | RN     |
| 7   | 2      | Kregor Zirk           | Estonia | 1:54,55 |        |
| 8   | 1      | Alberto Razzetti      | Italia  | 1:54,85 |        |